# M/S Museet for Søfart
M/S Museet for Søfart (tidligere Handels- og Søfartsmuseet) er et landsdækkende specialmuseum, der behandler Danmarks søfart fra 1400-tallet til i dag.
Museets udstilling havde siden 1915 til huse på Kronborg Slot i Helsingør, men rykkede i 2013 ind i nye rammer i en gammel tørdok ved siden af slottet.
Museet er en selvejende statsanerkendt institution og drives primært med midler fra Kulturministeriet. Dets protektor var frem til 2024 Dronning Margrethe 2.

## Nyt museum
Handels- og Søfartsmuseet skiftede ved årsskiftet 2011/2012 navn til M/S Museet for Søfart.
M/S Museet for Søfart flyttede i 2013 til en ny, underjordisk bygning rundt om Dok 1 på det tidligere Helsingør Skibsværft. Grundet Kronborg Slots optagelse på UNESCOs Verdensarvsliste i 2000 var det ikke muligt at bygge ved siden af slottet. Man var derfor tvunget til at tænke nyt, og et museum under jorden i tørdokken blev valgt som løsning.
Det var den verdensberømte tegnestue BIG med arkitekt Bjarke Ingels i front, der løb med sejren i konkurrencen om at få lov til at udforme det nye museum.
M/S Museet for Søfart er en del af Helsingørs projekt Kulturhavn Kronborg sammen med Kronborg, Kulturværftet og Helsingør Havn.

## International omtale og priser
Det nye M/S Museet for Søfart fik stor omtale og anerkendelse i både ind- og udland efter byggeriet, og det var især museets spektakulære arkitektur, der fik opmærksomhed.
Museet blev i 2014 indstillet til den fornemme European Museum of the Year Award 2015 og var i 2015 blandt fire øvrige byggerier nomineret til EU's Pris for Samtidig Arkitektur, Mies van der Rohe Prisen.
I 2014 blev museet optaget på New York Times' prestigefulde liste "One of 52 places to go to in 2014", mens det af National Geographic blev omtalt som "One of 10 museums to travel to for their stunning structures".
Den engelske tv-station BBC udråbte museet til "One of the eight greatest new museums".

## Skoletjeneste og arkiv
Museets skoletjeneste tilbyder undervisning til besøgende skoleklasser. Museets venneselskab har hvert år siden 1942 udgivet en årbog med søfartshistoriske artikler og museets årsberetning. Årbogen er bl.a. online hos Slægtsforskernes Bibliotek.
Museet rummer desuden arkiv, et omfattende bibliotek over maritime emner samt en billedsamling på over 120.000 billeder. Over 30.000 billeder er foreløbigt digitaliseret (2010) og er søgbare i en online database via museets hjemmeside. Her findes også et stort antal registre og databaser til hjælp for maritim forskning og slægtsforskere.

## Direktion
- 1937-1971: Knud Klem
- 1971-1981: Henning Henningsen
- 1981-2007: Hans Jeppesen
- 2007-2013: Jørgen Selmer
- 2013-2015: Camilla Mordhorst
- 2015-2022: Ulla Tofte
- 2023- : Anni Mogensen

## Komiteen til museets oprettelse 1914
- Jens Hassing-Jørgensen, handelsminister og komiteens præsident
- H.N. Andersen, etatsråd, direktør, Østasiatisk Kompagni
- Gunni Busck-Nielsen, departementschef i Handelsministeriet
- C.M.T. Cold, adm. direktør, DFDS
- Martin Dessau, etatsråd, direktør for Burmeister & Wain
- Valdemar Glückstadt, generalkonsul
- Carl Goos, gehejmekonferensråd, dr.jur., Landstingets formand
- Johan Hansen, generalkonsul
- Vilhelm Jøhnke, kommandør, Marineministeriets direktør
- K.M. Klausen, folketingsmand, formand for Folketingets Finansudvalg
- Harald Klitgaard, grosserer, formand for Grosserersocietetets komité
- A.V. Knudsen, skibsfører, formand for Skipperforeningen
- Niels Pedersen-Nyskov, gårdejer, Folketingets formand
- Emil Piper, landstingsmand, formand for Landstingets Finansudvalg
- Ove Rode, indenrigsminister
- Henrik Vedel, departementschef i Indenrigsministeriet